# Tilen Sokolič
Tilen Sokolič, slovenski rokometaš, * 1996
Tilen je desno roki igralec, ki igra rokomet na položaju levega krila.

## Igralna kariera

### Klub
Trenutno je član kluba RD Koper 2013, ki igra v slovenskem prvenstvu.

### Reprezentanca

#### Kadeti
Leta 2014 je igral v postavi slovenske kadetske reprezentance, ki je na Olimpijskih igrah za mlade na kitajskem osvojila zlato medaljo. V finalni tekmi je za zmago proti Egiptu prispeval tri zadetke.

#### Mladinci
Leta 2015 je igral za mladinsko selekcijo Slovenije v starostni skupini do 19 let, ki je na Svetovnem prvenstvu v Rusiji osvojila drugo mesto in domov odnesel srebrno medaljo. Na tem prvenstvu je bil izbran za najboljše levo krilo.